# والری زیکوف
والری زیکوف (روسی: Валерий Борисович Зыков؛ زادهٔ ۲۴ فوریهٔ ۱۹۴۴) بازیکن فوتبال اهل اتحاد جماهیر شوروی سوسیالیستی بود.
از باشگاه‌هایی که در آن بازی کرده‌است می‌توان به باشگاه فوتبال ولگا نیژنی نووگورود و باشگاه فوتبال دینامو مسکو اشاره کرد.
وی همچنین در تیم ملی فوتبال شوروی بازی کرده‌است.